# Xavier Mertz
Vous lisez un « bon article » labellisé en 2015.
Pour les articles homonymes, voir Mertz.
Xavier Mertz, né le 6 octobre 1882 à Bâle et mort le 8 janvier 1913 en Antarctique, est un explorateur, alpiniste et skieur suisse, principalement connu pour sa participation à l'expédition antarctique australasienne (1911-1914) où il trouve la mort. Le glacier Mertz porte notamment son nom.
Fils d'un fabricant de machines textiles, Mertz étudie le droit des brevets à l'université de Berne et les sciences à l'université de Lausanne avec pour spécialité les formations glaciaires et montagneuses. Étudiant, il devient un skieur et alpiniste reconnu, participant à des compétitions nationales de ski et escaladant un bon nombre des plus hauts sommets des Alpes. Au début de l'année 1911, il est recruté par le géologue et explorateur Douglas Mawson pour son  expédition antarctique australasienne (1911-1914). Il est d'abord employé comme moniteur de ski, mais il rejoint finalement en Antarctique Belgrave Edward Sutton Ninnis dans la gestion des chiens du Groenland de l'expédition.
À l'été austral de 1912 à 1913, Mertz et Ninnis sont choisis par Mawson pour l'accompagner dans le « groupe de l'est lointain » qui s'aide des chiens pour parcourir rapidement la Terre Victoria depuis le camp de base de l'expédition au cap Denison en Terre Adélie. Après la mort de Ninnis et la perte d'un traîneau transportant l'essentiel de la nourriture dans une crevasse à environ 500 kilomètres de la base, Mertz et Mawson retournent vers l'ouest en se nourrissant progressivement des chiens qui les accompagnent pour compléter leurs rations alimentaires restantes. À environ 160 kilomètres de la base, Mertz meurt en laissant Mawson effectuer seul le retour. La cause de la mort de Mertz n'a jamais été fermement établie mais la théorie couramment acceptée est une hypervitaminose A, c'est-à-dire une absorption excessive de vitamine A due à la consommation des foies des chiens. D'autres théories suggèrent qu'il a pu mourir d'une combinaison de malnutrition, d'un changement abrupt de régime alimentaire, d'exposition au froid et de fortes contraintes psychologiques.

## Biographie

### Enfance et études

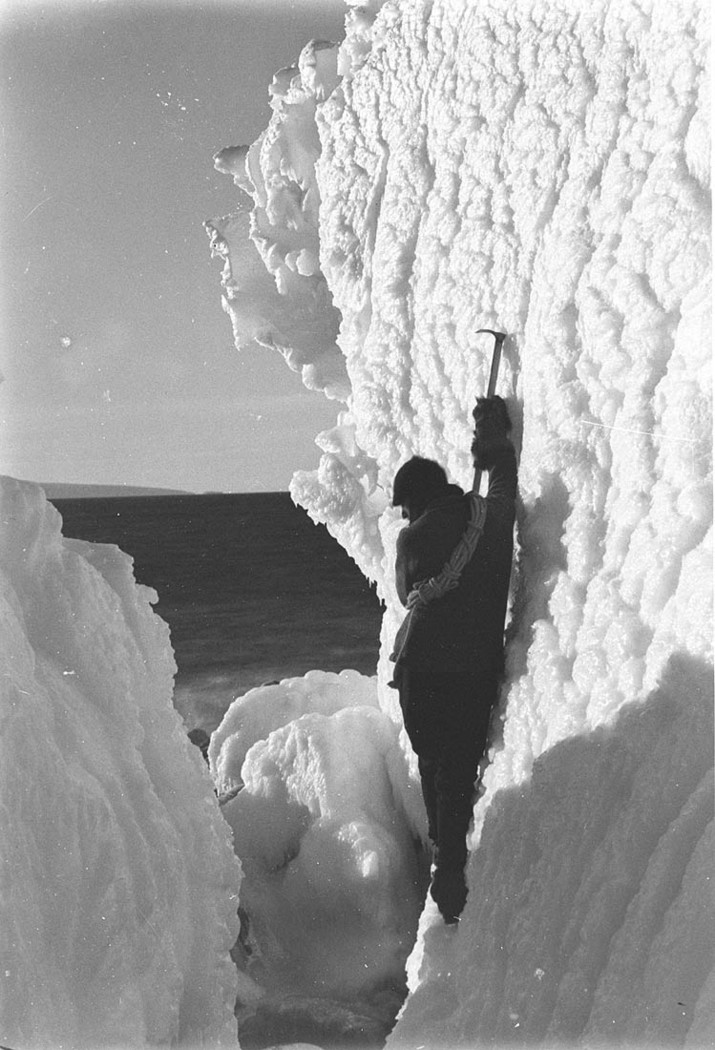
Mertz explorant des crevasses près du camp de base de l'expédition antarctique australasienne au cap Denison.

Xavier Mertz est né à Bâle. Il est le fils d'Émile Mertz, un industriel qui possède une grande entreprise de machines textiles. Dans le but de travailler dans l'entreprise familiale, Mertz fréquente l'université de Berne où il étudie le droit des brevets. Pendant son séjour à Berne, il devient un skieur et alpiniste reconnu. Il participe à plusieurs compétitions nationales et en 1906, il termine troisième du championnat suisse de ski de fond et deuxième du championnat allemand. En 1908, il remporte le championnat suisse de saut à ski avec une distance de 31 mètres. Comme alpiniste, il est particulièrement prolifique dans les Alpes où il gravit le mont Blanc — le plus haut sommet des Alpes — et revendique plusieurs premières ascensions d'autres montagnes. Après avoir reçu son diplôme de l'université de Berne, Mertz étudie les sciences à l'université de Lausanne où il se spécialise dans les formations glaciaires et montagneuses, domaine dans lequel il reçoit son second diplôme.

### Expédition antarctique australasienne
Au début de l'année 1911, Mertz se rend à Londres pour rencontrer le géologue et explorateur australien Douglas Mawson. Mawson, qui a déjà participé en tant que physicien à l'expédition Nimrod (1908-1909) d'Ernest Shackleton, prévoit de monter sa propre expédition en Antarctique. Dans sa lettre de candidature, Mertz écrit qu'il espère que Mawson utilise des skis, domaine qu'il maîtrise. Bien que Mawson ait l'intention de ne recruter que des sujets britanniques — principalement des Australiens et des Néo-Zélandais — les qualifications de Mertz l'incitent à faire une exception et à recruter le Suisse comme moniteur de ski,. Cependant, au-delà de la formation, il est rapidement chargé des 49 chiens de l'expédition lorsque le navire, l'Aurora, est à destination de Hobart.
Sur l'Aurora, Mertz rencontre Belgrave Edward Sutton Ninnis, un lieutenant des Royal Fusiliers. Comme Mertz, Ninnis est responsable des chiens de l'expédition. Le capitaine de l'Aurora, John King Davis, n'est pas convaincu par leur qualité de travail et considère les deux hommes comme « oisifs ». Le 2 décembre 1911, après que les derniers préparatifs et chargements sont achevés à Hobart, le navire met cap au sud. L'expédition s'arrête brièvement à l'île Macquarie où une base et un relais radio sont mis en place. Au début du mois de janvier, le site du camp de base principal de l'expédition sur le continent Antarctique — le cap Denison en Terre-Adélie — est atteint,.

#### La Terre-Adélie

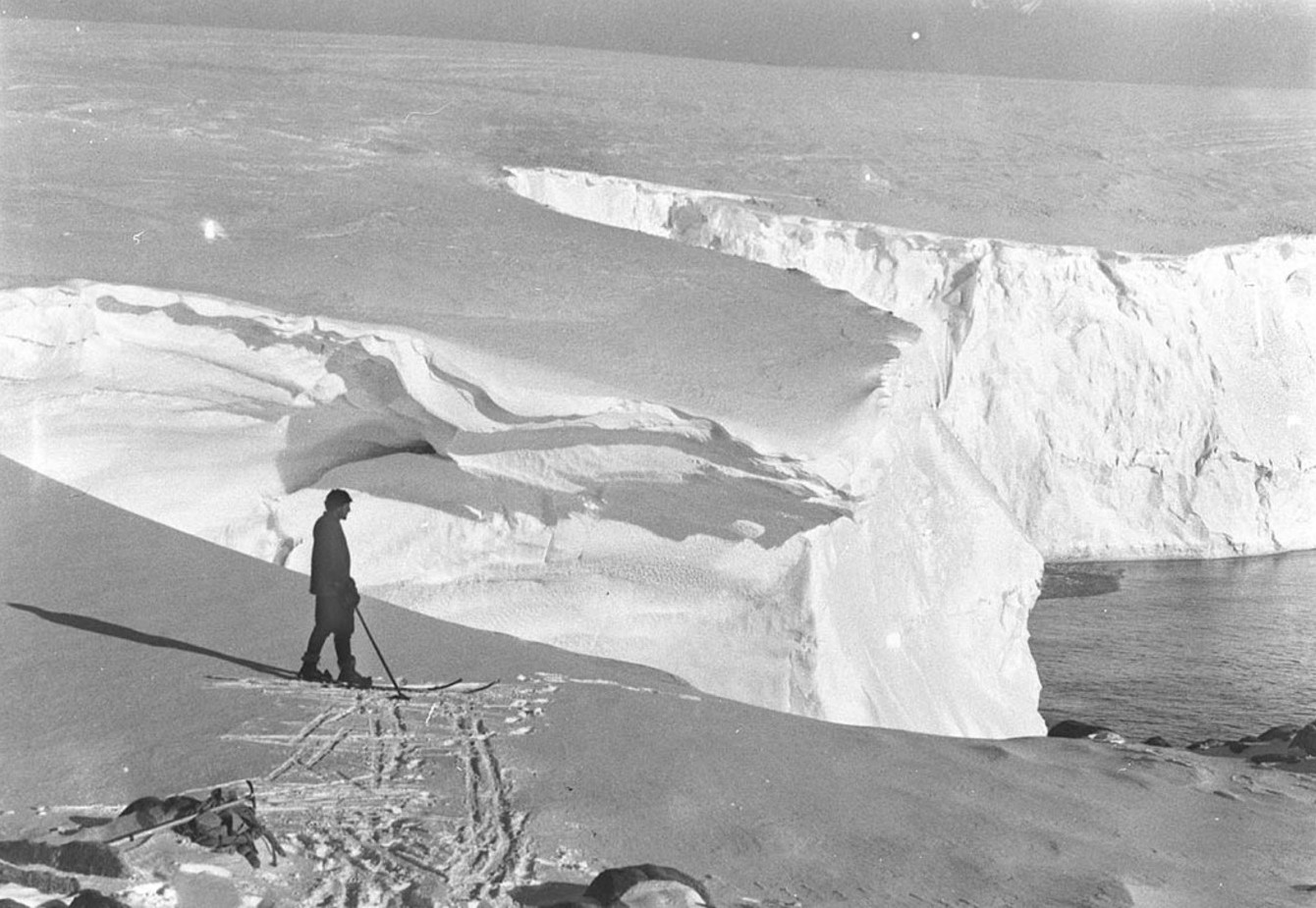
Mertz près d'une falaise.

Au cours de l'hiver suivant, les préparations sont réalisées pour les raids en traîneaux de l'été. Les vents forts et constants ainsi que la zone pentue du camp de base ne permettant pas à Mertz de donner régulièrement des leçons de ski, il aide surtout Ninnis pour les soins des chiens. Les jours où la météo est bonne, ils entraînent les chiens autour de l'abri et leur apprennent à travailler en équipe ; quand les vents sont forts, ils confectionnent des harnais pour chaque chien et préparent les rations de nourriture. Mertz et Ninnis développent une étroite amitié, comme le précise le taxidermiste de l'expédition Charles Francis Laseron : « Les deux hommes [Mertz et Ninnis] avaient rejoint l'expédition ensemble à Londres, et avaient été associés plus longtemps et d'une manière plus intime que d'autres membres de l'expédition. Pendant les mois d'hiver, nous avions tous été entraînés ensemble, mais entre Mertz et Ninnis, il existait un lien très profond. Mertz, à sa manière impulsive chaleureuse, avait pratiquement adopté Ninnis et son affection était presque maternelle. Ninnis, moins démonstratif, [donnait la] réciproque au maximum, et en effet il était difficile de les dissocier dans nos pensées. Cela a toujours été « Mertz et Ninnis » ou « Ninnis et Mertz », une entité composite, chacun complément de l'autre ».
En août, les préparatifs s'étendent à la pose des dépôts. Un groupe met en place un dépôt à environ 9 kilomètres au sud du camp de base dans une grotte — Aladdin's Cave — mais revient sans les chiens. Mertz et deux autres personnes partent sauver les chiens mais des vents violents limitent leur progression et ils doivent faire marche arrière. Après plus de quatre jours dans le vent, il écrit dans son journal : « Si cela ne dépendait que de moi, nous serions dans nos sacs de couchage dehors dans la neige, et nous aurions au moins essayé de trouver les chiens. Mawson est certainement trop prudent et je me demande s'il montrera assez de bon sens lors de l'expédition [du « groupe de l'est lointain »] ». Le lendemain Mertz fait partie d'un groupe de trois hommes qui se rend à Aladdin's Cave pour de nouveau essayer de sauver les chiens. Sur place, de forts vents les confinent trois jours au dépôt et ils en profitent pour élargir la grotte.
En septembre, Mertz, Ninnis et Herbert Murphy forment un groupe qui, à la force humaine se rend en exploration au sud-est d'Aladdin's Cave. Pris de nouveau dans de forts vents, ils ne parcourent qu'environ 20 kilomètres en trois jours, avant que la température ne chute à −34 °C et que la vitesse du vent ne les bloque dans leur tente. Lorsque le vent le permet, ils se hâtent de retourner au camp de base du cap Denison.

#### Mort

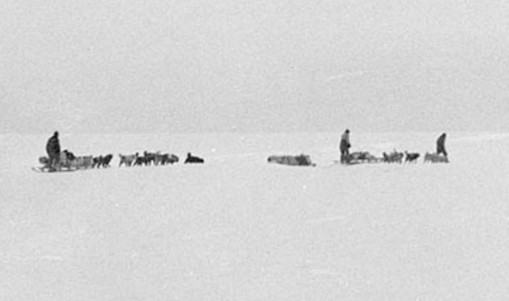
La dernière photographie prise du « groupe de l'est lointain ».

Le 27 octobre 1912, Mawson esquisse son programme d'exploration pour l'été. Mertz et Ninnis sont placés dans la propre équipe de Mawson — le « groupe de l'est lointain » — qui utilisera les chiens pour parcourir rapidement la partie est de la base de l'expédition vers la Terre Victoria. Le groupe quitte la baie du Commonwealth et le cap Denison le 10 novembre, se rendant en premier lieu à Aladdin's Cave, et de là, au sud-est vers un important glacier découvert par l'Aurora à l'aller. Mertz skie en éclaireur, faisant une première trace qui fournit une piste pour les chiens ; Mawson et Ninnis manœuvrent derrière les deux équipes de chiens. Ils atteignent le glacier le 19 novembre et sa traversée se fait en cinq jours à travers les champs de crevasses,. Le groupe fait ensuite des progrès rapides mais, une fois encore, ils rencontrent un autre glacier, beaucoup plus grand que le premier. Malgré des vents forts et une faible luminosité, Mertz, Mawson et Ninnis atteignent l'autre rive du champ de glace le 30 novembre.
Le 14 décembre, le groupe est à plus de 500 kilomètres du camp de base du cap Denison. Alors que Mertz skie devant, Ninnis, le plus grand des traîneaux et les meilleurs chiens tombent dans une crevasse. À la suite de la mort de leur compagnon, Mawson et Mertz doivent faire demi-tour sur le traîneau restant, d'autant qu'ils ne leur reste que dix jours de nourriture pour eux, et plus rien pour les chiens. Allant vers l'ouest, en mangeant progressivement les six chiens restants pour compléter leur ration, ils font d'abord de bonnes étapes, mais Mertz commence à se sentir mal. Sans son sur-pantalon imperméable, perdu avec le traîneau de Ninnis, et avec un froid qui empêche ses vêtements mouillés de sécher, le 30 décembre, Mawson note que son compagnon est « pâle ». Mertz écrit qu'il est « vraiment fatigué [et ne peut] plus écrire »,,.
L'état de Mertz se détériore au cours des jours suivants et Mawson enregistre dans son journal : « [Le] vent froid a gelé les doigts de Mertz […] il est globalement en très mauvaise condition […] la peau se détache de ses jambes ». La maladie ralentit sévèrement leur avancée. Le 8 janvier, à environ 160 kilomètres du camp de base, Mawson note : « Il est très faible, devient de plus en plus délirant […] rarement capable de parler de façon cohérente. Il [ne mange ou boit] rien. À 20 heures, il délire et casse un poteau de la tente. Continue à délirer et [à crier] pendant des heures. Je le retiens, puis il devient plus calme et je le mets tranquillement dans son sac. Il meurt paisiblement à environ 2 heures du matin le matin du 8 »,. Mawson tire le corps de Mertz dans son sac de couchage hors de la tente et construit un cairn à partir de blocs de neige pour le recouvrir, puis utilise deux morceaux de bois de rechange pour le traîneau afin de former une croix, qu'il place sur le dessus. Le lendemain, il lit le service funèbre. Mawson parvient à rejoindre l'abri du cap Denison un mois plus tard, manquant le navire de quelques heures malgré un décalage de trois semaines.

## Postérité

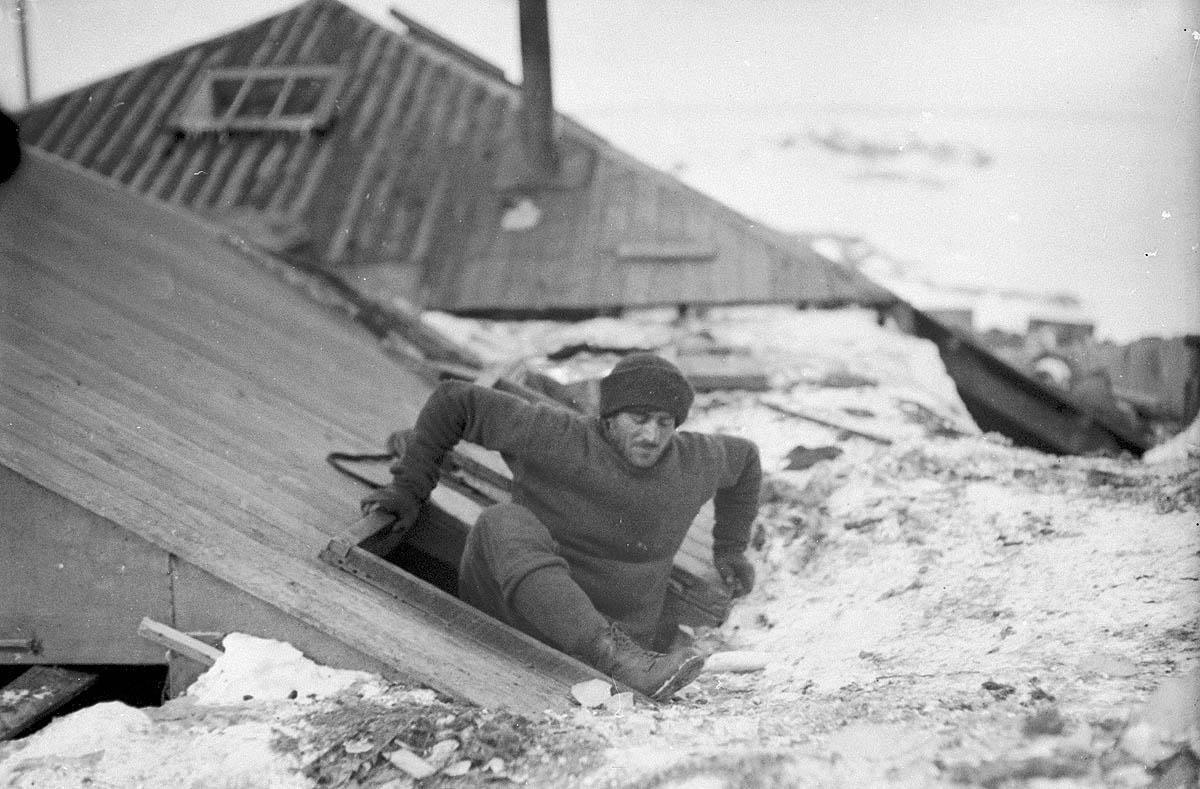
Xavier Mertz sortant par une des trappes de l'abri.

En novembre 1913, un mois avant le retour de l'Aurora pour la dernière fois, Mawson et les six autres hommes restés dans l'attente du « groupe de l'est lointain » au cap Denison érigent une croix commémorative pour Mertz et Ninnis sur Azimuth Hill au nord-ouest du camp de base. La croix, construite à partir de pièces d'un mât cassé d'antenne radio, est accompagnée par une plaque commémorative issue du bois de la couchette de Mertz. Le premier glacier traversé par l'équipe, alors sans nom, est nommé par Mawson d'après Mertz, devenant ainsi le glacier Mertz. La langue de glace du glacier et la vallée Mertz-Ninnis le sont aussi.
Lors d'allocutions à son retour en Australie, Mawson loue ses camarades morts : « Les survivants pourraient avoir l'occasion de faire quelque chose de plus, mais ces hommes avaient fait leur maximum ». Il précise aussi que « le Dr. Mertz était Suisse de naissance, mais c'était un homme que tous les Anglais aurait aimé avoir appelé Anglais […] C'était un homme de grands sentiments […] ». Un télégramme est envoyé au nom du peuple australien à Émile Mertz, lui adressant des condoléances pour sa « grande perte » mais le félicitant « pour la gloire impérissable [que laisse] votre fils ».

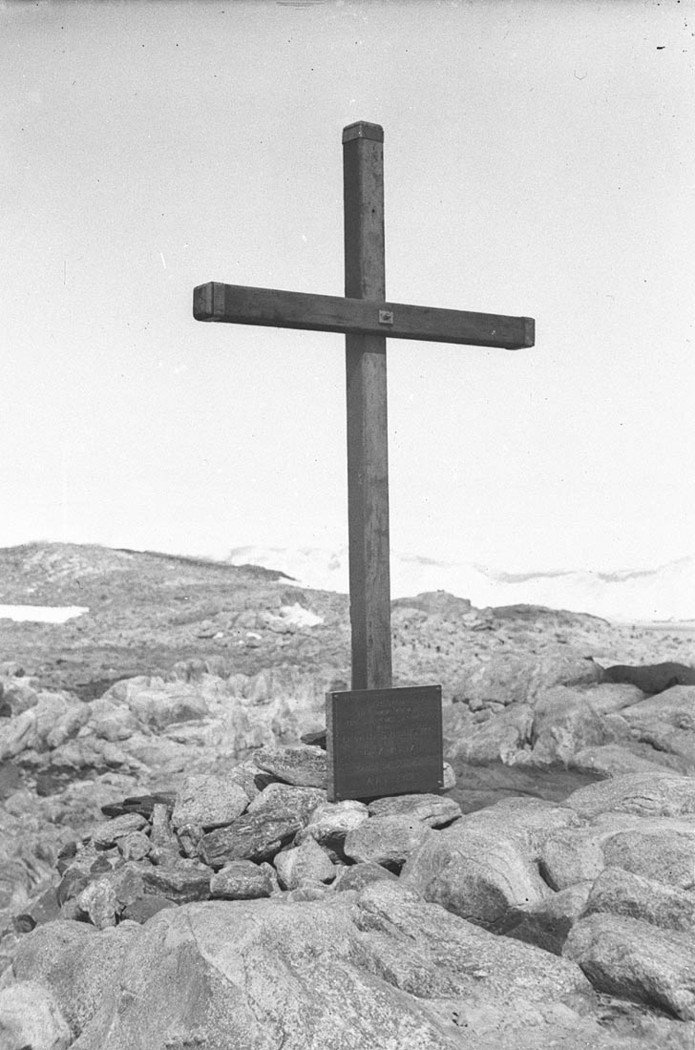
La croix érigée en 1913 en mémoire de Ninnis et de Mertz.

Les causes de la mort de Mertz ne sont pas établies avec certitude. À l'époque, McLean, le chirurgien de l'expédition et l'un des hommes qui reste au cap Denison, identifie sa maladie comme une colite. Mawson écrit dans son livre et compte rendu officiel de l'expédition The Home of the Blizzard que Mertz meurt de la fièvre et d'une appendicite,. Une étude de 1969 de John Burton Cleland et Ronald Vernon Southcott de l'université d'Adélaïde conclut que les symptômes de Mawson — perte de cheveux, de peau et de poids, dépression, dysenterie et infections persistantes de la peau — indiquent que les hommes souffraient d'une hypervitaminose A, une consommation excessive de vitamine A. Il se trouve en quantité anormalement élevée dans le foie du chien du Groenland que Mertz et Mawson ont consommé en grandes quantités. De plus, comme l'état de Mertz se détériorait, Mawson pourrait lui avoir donné davantage de foie à manger, croyant qu'il serait plus facile à digérer. Alors que l'hypervitaminose A est le diagnostic médical généralement accepté pour la mort de Mertz et la maladie de Mawson, la théorie a ses détracteurs. Law pense par exemple que les symptômes décrits sont exactement ceux d'une exposition au froid. Un article publié en 2005 dans la revue The Medical Journal of Australia par Denise Carrington-Smith suggère que cela ait pu être le résultat de « contraintes psychologiques liées à la mort d'un ami proche et de chiens qu'ils ont soignés » et d'un changement de régime de Mertz, celui-ci ayant d'habitude un régime essentiellement végétarien.